# Bích Câu kỳ ngộ
Bích Câu kỳ ngộ (chữ Hán: 碧溝奇遇, Cuộc gặp gỡ lạ lùng ở Bích Câu) là truyện Nôm của Việt Nam, dài 678  câu thơ lục bát, kể về sự tích một người học trò tên là Trần Tú Uyên gặp nàng Giáng Kiều ở đất Bích Câu (Bích Câu có nghĩa là ngòi biếc, nay thuộc thành phố Hà Nội).

## Tác giả
Trước đây, nhiều người (trong đó có Dương Quảng Hàm, Thanh Lãng) cho rằng truyện thơ Bích Câu kỳ ngộ là của một tác giả khuyết danh; nhưng theo các nhà nghiên cứu văn học Việt hiện nay (trong đó có Trần Văn Giáp, Nguyễn Phương Chi, Hoàng Hữu Yên, Phạm Ngọc Lan), thì người sáng tác ra truyện thơ này là Vũ Quốc Trân (? - ?), người làng Đan Loan, huyện Bình Giang, tỉnh Hải Dương; nhưng sống ở phường Đại Lợi (một phần phố Hàng Đào thuộc Hà Nội ngày nay) vào khoảng giữa thế kỷ 19.
Vũ Quốc Trân sống đồng thời với Nguyễn Văn Siêu, Cao Bá Quát. Ông đi đỗ mấy khoa tú tài nên thường được gọi là "cụ (ông) Mền Đại Lợi".

## Tác phẩm

### Giới thiệu sơ lược
Bích Câu kỳ ngộ nguyên là một tiểu thuyết bằng chữ Hán, xuất hiện trong tập Truyền kỳ tân phả của nữ sĩ Đoàn Thị Điểm (1705-1748). Có người cho rằng tập truyện này là của Đặng Trần Côn (? -1745), nhưng học giả Trần Văn Giáp dựa vào nhiều tài liệu lại khẳng định là của Đoàn Thị Điểm.
Truyện thơ Bích Câu kỳ ngộ tuy chỉ là bản dịch ra chữ Nôm, song do thành công về nghệ thuật nên được phổ biến rộng rãi hơn so với nguyên bản.
Theo Dương Quảng Hàm thì phần nhiều các truyện Nôm cũ của Việt Nam thường mượn sự tích ở sử sách hoặc tiểu thuyết của Trung Quốc, nhưng truyện Bích Câu thì không thế, tức nội dung hoàn toàn là của Việt Nam.

### Lược truyện
Bích Câu kỳ ngộ là một câu chuyện truyền kỳ xảy ra dưới triều Hồng Đức nhà Lê (tức thời vua Lê Thánh Tông, ở ngôi từ năm 1460 đến 1497).
Theo GS. Dương Quảng Hàm thì truyện này có thể chia làm 4 hồi và có nội dung đại để như sau:
- Hồi I. Tú Uyên gặp Giáng Kiều, về ốm tương tư:

Tú Uyên, một thư sinh nghèo, cha mẹ mất sớm. Một lần đến Bích Câu, thấy phong cảnh đẹp bèn làm nhà ở đấy học. Một hôm nhân tiết xuân, Tú Uyên đi chơi hội chùa Ngọc Hồ, nhặt được một chiếc "lá hồng" có đề một câu thơ. Chàng định họa lại thì thấy một thiếu nữ tuyệt đẹp trước cửa tam quan, liền đi theo, nhưng đến đình Quảng Văn thì thiếu nữ bỗng biến mất. Về nhà, chàng ngày đêm tưởng nhớ người đẹp đến sinh bệnh.
- Hồi II. Tú Uyên kết duyên cùng Giáng Kiều:

Một người bạn học là Hà sinh đến thăm, khuyên chàng không nên tơ tưởng nữa, nhưng Tú Uyên vẫn không sao quên được. Chàng đến đền Bạch Mã bói thẻ. Đêm ấy, chàng nằm mộng thấy một vị thần dặn sớm mai ra đợi ở Cầu Đông. Hôm sau, Tú Uyên ra cầu đứng đợi đến chiều tối, thì thấy có một ông lão bán tranh tố nữ mà hình dạng giống hệt người thiếu nữ đã gặp hôm trước. Chàng liền mua bức tranh về treo ở thư phòng. Cứ đến bữa ăn, dọn hai cái bát, hai đôi đũa, mời người trong tranh cùng ăn.
Một hôm Tú Uyên bận việc ở trường nên về muộn. Về nhà thấy có một mâm cơm thịnh soạn bày sẵn, chàng lấy làm lạ nhưng vẫn ngồi vào ăn. Hôm sau chàng giả bộ đi đến trường, nhưng đi được một quãng liền quay trở lại nhà, nấp vào một chỗ. Một lát sau, một thiếu nữ từ trong tranh bước ra lo việc bếp núc, nhà cửa. Tú Uyên mừng rỡ, bước ra chào hỏi. Thiếu nữ cho biết tên là Giáng Kiều, vốn là người cõi tiên, vì có tiền duyên với chàng nên xuống hạ giới. Nói rồi, nàng hóa phép ra lâu đài nguy nga với đầy đủ người hầu hạ.
- Hồi III. Giáng Kiều giận Tú Uyên bỏ đi, sau lại trở về:

Vợ chồng sống hạnh phúc trong ba năm, thì Tú Uyên đâm ra rượu chè say sưa. Giáng Kiều khuyên can nhưng vô hiệu, bèn bỏ đi. Đến lúc tỉnh rượu, Tú Uyên hết sức đau khổ và hối hận. Một hôm vì tuyệt vọng, chàng định quyên sinh thì Giáng Kiều bỗng hiện về tha lỗi cho chồng. Hai người lại sống với nhau mặn nồng hơn xưa.
- Hồi IV. Tú Uyên và Giáng Kiều lên cõi tiên:

Sau hai vợ chồng có được một con trai, đặt tên là Chân Nhi. Nghe lời Giáng Kiều, Tú Uyên học phép tu tiên. Một hôm sau khi dặn dò Chân Nhi ở lại cõi trần, hai vợ chồng cùng cưỡi hạc bay lên cõi tiên.

## Nhận xét
Bích Câu kỳ ngộ là câu chuyện tình mang màu sắc hoang đường. Nhưng phía sau câu chuyện tình là một vấn đề xã hội. Tác phẩm bộc lộ một quan niệm nhân sinh muốn thoát ly thế giới thực tại. Tư tưởng yếm thế này ít nhiều cũng đã thể hiện cái nhìn phê phán xã hội của tác giả trong hoàn cảnh một đất nước loạn lạc, chiến tranh, đầy dẫy bất trắc. Mặt khác, ở đây cũng là một xu hướng giải tỏa tâm thức của những con người lúc bấy giờ: muốn rời bỏ đạo Nho mà tìm đến Phật giáo và Đạo giáo.
Về hình thức, Bích Câu kỳ ngộ là câu chuyện thuần túy Việt Nam, với những tên đất, tên người Việt Nam. Nhờ đó, âm hưởng dân tộc của truyện khá đậm nét. Hơn nữa, tác phẩm còn đạt tới một bút pháp nghệ thuật tinh vi: kết hợp tả cảnh với tả tình (có những chỗ còn táo bạo trình bày cả quan hệ nhục cảm) và khắc họa thành công tâm trạng nhân vật. Đặc biệt, ngôn ngữ truyện trong sáng, giàu hình ảnh và nhạc điệu do biết vận dụng tục ngữ, ca dao và nhất là tiếp thu những thành tựu của ngôn ngữ Truyện Kiều.

## Thông tin thêm
Bích Câu kỳ ngộ là câu chuyện ly kỳ thần bí xảy ra ở trên đất Thăng Long (Hà Nội bây giờ). Hiện nay, ở phố Cát Linh gần Văn Miếu - Quốc Tử Giám (Hà Nội) còn có một tòa nhà Bích Câu đạo quán, tương truyền được dựng trên nền nhà cũ của Tú Uyên thuở xưa. Ngoài ra, còn nhiều sự tích trong truyện, nào là sông Tô Lịch, chùa Bà Ngô (ở phố Sinh Từ, tức chùa Ngọc Hồ ở trong truyện), đền Bạch Mã (nay ở phố Hàng Buồm), gò Kim Quy (Tháp Rùa), Cầu Đông (nay ở phố Hàng Đường), đình Quảng Văn (vườn hoa Cửa Nam, Hà Nội ngày nay), v.v... Tên các di tích ấy, theo học giả Trần Văn Giáp, đã đủ chứng thực tính dân tộc của truyện .

## Sách tham khảo
- Dương Quảng Hàm, Việt Nam thi văn hợp tuyển (mục "Bích Câu kỳ ngộ"). Trung tâm học liệu xuất bản. Bản in lần thứ 9, Sài Gòn, 1968.
- Nhiều người soạn, Từ điển bách khoa Việt Nam (Tập 1, mục từ "Bích Câu kì ngộ"). Trung tâm biên soạn Từ điển bách khoa Việt Nam xuất bản, Hà Nội, 1995.
- Thanh Lãng, Bảng lược đồ văn học Việt Nam (Quyển Thượng). Nhà xuất bản Trình bày, Sài Gòn, không ghi năm xuất bản.
- Phạm Thế Ngũ, Việt Nam văn học sử giản ước tân biên (Quyển Trung), Quốc học tùng thư, Sài Gòn, không ghi năm xuất bản.
- Trần Văn Giáp, Giới thiệu và xác định giá trị Bích Câu kỳ ngộ, in trong tập Nhà sử học Trần Văn Giáp. Nhà xuất bản Khoa học Xã hội, 1996.
- Hoàng Hữu Yên, Văn học thế kỷ 19, mục "Vũ Quốc trân và Bích Câu kỳ ngộ". Nhà xuất bản Khoa học Xã hội, 2004.
- Phạm Ngọc Lan,"Vũ Quốc Trân và Bích Câu kỳ ngộ" in trong sách Gương mặt văn học Thăng Long do GS. Nguyễn Huệ Chi làm Chủ biên. Nhà xuất bản Hà Nội, 2010.